# マトリプターゼ
マトリプターゼ(Matriptases, EC 3.4.21.109)は、酵素ファミリーである。P1位にアルギニンまたはリシンを持つ様々な合成基質を切断する。特に、P2位にアラニンやグリシン等の小さなアミノ酸側鎖を持つものに選択的に作用する。
トリプシン様膜内在性セリンペプチダーゼで、乳がんの浸潤や転移に関与している。PAクランに分類される。

## ヒトのマトリプターゼ
- ST14 - マトリプターゼとして知られる。
- TMPRSS6 - マトリプターゼ2として知られる。